# 大華銀行大廈
大華銀行大廈共分為兩座，位於新加坡萊佛士坊，是全島第三高的建築物，為大華銀行的總部。

## 一座大樓
一座大樓（UOB Plaza One）建於1992年，高280米，共67層。位於60樓的四川豆花飯莊為新加坡的頂級食府。

### 入駐租戶
- 大華銀行
  - 大華繼顯（30樓）
  - 大華金屬期貨（5樓）
- 豪雅（56樓）
- 西班牙外換銀行（5502室）
- Provident Capital（5102室）
- 亞太紙業（49樓）
- 歐華律師事務所（48樓）
- Orion Energy（46樓）
- 鴻貿國際私人有限公司（4501-03室）
- 永順集團（41樓）
- 阿布扎比商業銀行（3602室）
- Asia Principal Capital（36樓）
- 台灣土地銀行（34樓）
- 大成律師事務所（33樓）
- 微軟（32樓）
- 寶鉅金融（29樓）
- Pan Asia Realty Advisors (Singapore) Pte Ltd.（18樓）

## 二座大樓
二座大樓（UOB Plaza Two）建於1973年，1995年翻新，高162米，共38層，原址為3層高的蒙咸大廈（Bonham Building）。

### 入駐租戶
- 大華銀行
  - 大華創業投資管理（3020室）
  - 大華間接投資管理（16樓）
  - 大華環球資本（5樓）
  - 大華資產管理（3樓、15-16樓）
- Epitax（36樓）
- 阿拉伯銀行（3220室）
- Euroclear Bank（3021室）
- 台灣銀行（28樓）
- Regal Funds Management（2623室）
- 富國銀行（2620室）
- 百十四銀行（24樓）
- 兆豐國際商業銀行新加坡分行（23樓）
- 靜岡銀行（9樓）